# Z-M Weapons
Z-M Weapons to amerykańska firma produkująca broń palną. ZM specjalizuje się w produkcji karabinków – M16, AR-15 oraz jednego z własnych projektów LR-300.